# Reanimator
Reanimator – czarna komedia z roku 1985 w reżyserii Stuarta Gordona, oparta na powieści Howarda Phillipsa Lovecrafta pt. Herbert West – Reanimator. 

## Fabuła
Herbert West (Jeffrey Combs), student medycyny na Uniwersytecie w Zurychu (Szwajcaria), podejmuje próbę przywrócenia do życia swojego zmarłego profesora, Hansa Grubera, wykorzystując wynalezioną przez siebie substancję. Profesor powraca do życia na krótko, demonstrując objawy skrajnego cierpienia; występują również straszne skutki uboczne, takie jak pękające gałki oczne. Po tym wydarzeniu West przenosi się na Uniwersytet Miskatonic, gdzie kontynuuje pracę nad swoim wynalazkiem.
Eksperymenty na zwierzętach (w tym na kocie swojego kolegi Dana Caina (Bruce Abbott), bez jego wiedzy i zgody) zdają się demonstrować skuteczność leku. West decyduje się na eksperyment na człowieku i aplikuje preparat trupowi w uczelnianej kostnicy. Ciało powraca do życia jako bezmyślne i agresywne zombie i, zanim udaje się je unieszkodliwić, zabija dziekana. West aplikuje substancję dziekanowi – z podobnym jak poprzednio skutkiem.
Dr Carl Hill (David Gale), skonfliktowany z Westem, który publicznie go krytykował, dowiaduje się o przyczynach zaistniałej sytuacji i próbuje szantażować Westa. West zabija Hilla, odcinając mu głowę, po czym reanimuje go przy pomocy swojego środka.
Przywrócony do życia Hill zachowuje inteligencję i jest w stanie kontrolować swoje pozbawione głowy ciało. Wkrótce się okazuje, że może on - po przeprowadzeniu zabiegów za pomocą wynalezionego przez siebie skalpela laserowego - kontrolować i inne reanimowane ciała.

## Obsada
- Jeffrey Combs - Herbert West
- Bruce Abbott - Dan Cain
- Barbara Crampton - Megan Halsey
- David Gale - dr Carl Hill
- Robert Sampson - dziekan Alan Halsey
- Al Berry - prof. Hans Gruber
- Carolyn Purdy-Gordon - dr Harrod
- Ian Patrick Williams - szwajcarski profesor